# Туганова, Дзерасса Михайловна
Дзера́сса Миха́йловна Туга́нова (4 февраля 1929, Москва — 30 ноября 2020, там же) — советская осетинская и российская цирковая артистка, наездница, дрессировщица и педагог. Народная артистка РСФСР (1980).

## Биография
Дзерасса Туганова родилась 4 февраля 1929 года в Москве, в семье известного циркового артиста и наездника Михаила Николаевича Туганова и воздушной гимнастки Нины Никитас.
Окончила МИИЯ имени Мориса Тореза.
В 1951 году она начала выступать в труппе отца. А в 1962 году создала новую труппу наездников-джигитов «Иристон», которая принесла мировую славу советскому цирку.
Дзерасса Туганова привнесла в искусство джигитовки свою особую, эстетику и красоту. Классикой признан поставленный ею номер, когда в окружении 10 горцев в чёрных бурках она в белоснежном платье выезжала верхом на белом скакуне. А затем, уже в мужском одеянии, выступала в образе властной предводительницы джигитов. Более 30 лет возглавляла труппу. В 1990 году прекратила работу и занялась тренерской деятельностью.
Умерла в 2020 году. Похоронена на Ваганьковском кладбище вместе с родителями.

## Семья
- отец — Михаил Туганов (1900—1974), артист цирка, народный артист РСФСР;
- мать — Нина Никитас, воздушная гимнастка;
- Муж — Валерий Денисов (1926—2012), артист цирка, заслуженный артист РСФСР;
- дочь — Нина Денисова;
- внучки — Дзерасса, Полина.

## Награды
- Народный артист РСФСР (14.02.1980)
- Заслуженный артист РСФСР (30.09.1969)
- Народный артист Северо-Осетинской АССР (1964)
- Заслуженный артист Северо-Осетинской АССР (05.11.1960)
- Орден Трудового Красного Знамени
- Орден «Знак Почёта»